# Бенедето Лути
Бенедето Лути (на италиански: Benedetto Luti; * 17 ноември 1666 във Флоренция; † 17 юни 1724 в Рим) е италиански бароков художник.
Лути се мести през 1691 г. от Флоренция в Рим, където е протежиран от великия херцог на Тоскана Козимо III Медичи. Лути е един от първите, които рисуват портрети в пастел. Той рисува също с маслени бои и фрески, например в Базиликата Сан Джовани ин Латеранс (1718). Лути е успешен търговец на изкуство и има училище за чертане и рисуване.

## Картини
- Момче с флейта, 1720
- Алегория на мъдростта
- Аполон и Дафна
- Ребека на фонтан, ок. 1700